# Będzieszyn (Jasień)
Będzieszyn (kaszb. Bãdzëszënò lub Bendzieszënò) – część wsi Jasień w Polsce, położona w województwie pomorskim, w powiecie bytowskim, w gminie Czarna Dąbrówka. Wchodzi w skład sołectwa Jasień .
W latach 1975–1998 Będzieszyn administracyjnie należał do województwa słupskiego.